# Praxis mit Meerblick
Praxis mit Meerblick è una serie televisiva tedesca prodotta da Real Film Berlin e ARD Degeto  e trasmessa dal 2017 sull'emittente ARD 1 (Das Erste). Protagonista della serie è l'attrice Tanja Wedhorn; altri interpreti principali sono Lucas Zumbrock, Dirk Borchardt, Patrick Heyn Morgane Ferru, Anne Werner, Benjamin Grüter, Michael Kind e Petra Kelling.
Della serie sono stati trasmessi 22 episodi in formato di film TV: il primo episodio, intitolato Willkommen auf Rügen, venne trasmesso in prima visione il 21 aprile 2017.

## Trama
Nora Kaminski è un medico di 42 anni, che dopo aver esercitato la professione sulle navi, si trasferisce per lavoro sull'isola di Rügen, dove ritrova un suo vecchio compagno di studi, nonché nuovo spasimante.

## Episodi
| Nr | Titolo originale      | Titolo italiano | Prima TV Germania                              | Prima TV Italia |
| -- | --------------------- | --------------- | ---------------------------------------------- | --------------- |
| 1  | Willkommen auf Rügen  | inedito         | 21 aprile 2017                                 | inedito         |
| 2  | Brüder und Söhne      | inedito         | 13 aprile 2018                                 | inedito         |
| 3  | Der Prozess           | inedito         | 20 aprile 2018                                 | inedito         |
| 4  | Untern Campern        | inedito         | 8 marzo 2019                                   | inedito         |
| 5  | Der einsame Schwimmer | inedito         | 15 marzo 2019                                  | inedito         |
| 6  | Auf zu neuen Ufern    | inedito         | 22 marzo 2019                                  | inedito         |
| 7  | Alte Freunde          | inedito         | 5 marzo 2020 (streaming)/6 marzo 2020 (TV)     | inedito         |
| 8  | Sehnsucht             | inedito         | 12 marzo 2020/13 marzo 2020 (TV)               | inedito         |
| 9  | Familienbande         | inedito         | 19 marzo 2020 (streaming)/20 marzo 2020 (TV)   | inedito         |
| 10 | Herzklopfen           | inedito         | 18 marzo 2021 (streaming)/19 marzo 2021 (TV)   | inedito         |
| 11 | Vatertag auf Rügen    | inedito         | 24 marzo 2021 (streaming)/26 marzo 2021 (TV)   | inedito         |
| 12 | Hart am Wind          | inedito         | 31 marzo 2021 (streaming)/2 aprile 2021 (TV)   | inedito         |
| 13 | Mutter und Sohn       | inedito         | 31 marzo 2022 (streaming)/1 aprile 2022 (TV)   | inedito         |
| 14 | Was wirklich zählt    | inedito         | 7 aprile 2022 (streaming)/8 aprile 2022 (TV)   | inedito         |
| 15 | Schwesterherz         | inedito         | 14 aprile 2022 (streaming)/15 aprile 2022 (TV) | inedito         |
| 16 | Rügener Sturköpfe     | inedito         | 12 aprile 2023 (streaming)/14 aprile 2023      | inedito         |
| 17 | Dornröschen           | inedito         | 20 aprile 2023 (streming)/21 aprile (2023)     | inedito         |
| 18 | Schwindel             | inedito         | 27 aprile 2023 (streaming)/28 aprile 203 (TV)  | inedito         |
| 19 | Kleine Wunder         | inedito         | 10 aprile 2024 (streaming)/12 aprile 2024 (TV) | inedito         |
| 20 | Die Kämpferin         | inedito         | 17 aprile 2024 (streaming)/19 aprile 2024 (TV) | inedito         |
| 21 | Schiffbruch           | inedito         | 24 aprile 2024 (streming)/26 aprile 2024 (TV)  | inedito         |
| 22 | Geheimnisse           | inedito         | 30 aprile 2024 (streaming)/3 maggio 2024 (TV)  | inedito         |

## Personaggi e interpreti
- Nora Kaminski, interpretata da Tanja Wedhorn (ep. 1-in corso).[1][2]
- Kai Kaminski, interpretato da Lucas Zumbrock.
- Peer Kaminski, interpretato da Dirk Borchardt.
- Dott. Heckmann, interpretato da Patrick Heyn (ep. 1-in corso).[1][2].
- Dott.ssa Maja Pirsisch, interpretata da Anne Werner.
- Dott. Hannes Stresow, interpretato da Benjamin Grüter.
- Mandy, interpretato da Morgane Ferru (ep. 1-in corso).[1][2].
- Michael Kubatzky, interpretato da Michael Kind (ep. 1-in corso).[1][2].
- Roswitha Wing, interpretato da Petra Kelling.
- Lars Hinrichs, interpretato da Bo Hansen.
- Jana Bug, interpretata da Anne Weinknecht.
- Max Jensen, interpretato da Max Jensen.
- Klara Jensen, interpretata da Ruby M. Lichtenberg.
- Franziska Jäger, interpretata da Tina Amon Amonsen.
- Thomas Schimanski, interpretato da Jan Claasen.
- Matthias Samland, interpretato da Hans-Uwe Bauer.
- Dott. Richard Freese, interpretato da Stephan Kampfwirth.

## Produzione
Tra le location, vi è l'edificio situato al nr. 4 della Rosa-Luxembourg-Straße di Sassnitz, dove è ambientato lo studio della Dott.ssa Nora Kaminski.

## Ascolti
L'episodio più seguito è stato il sesto, trasmesso il 22 marzo 2019 ed intitolato Auf zu neuen Ufern, che ha totalizzato oltre 5.500.000 telespettatori, con uno share del 18%.